# Kopernica
Kopernica (kaszub. Kòpernica) – wieś w Polsce położona w województwie pomorskim, w powiecie chojnickim, w gminie Chojnice
Miejscowość położona na obszarze Zaborskiego Parku Krajobrazowego, na zachód od jeziora Charzykowskiego. 
Wieś stanowi sołectwo gminy Chojnice, w skład sołectwa wchodzą  miejscowości: Babilon, Borne i Styporc.
W latach 1975–1998 miejscowość administracyjnie należała do województwa bydgoskiego.